# صربيا والجبل الأسود
44°49′N 20°28′E / 44.817°N 20.467°Eصربيا والجبل الأسود (بالصربية: Srbija i Crna Gora)، ورسميًا دولة صربيا والجبل الأسود الاتحادية، هي دولة سابقة في جنوب شرق أوروبا. نشأت جراء اتحاد آخر جمهوريتين من جمهورية يوغوسلافيا الاشتراكية الاتحادية عقب انهيار الأخيرة وتفككها عام 1992.
منذ نشوء دولة صربيا والجبل الأسود حتى عام 2003، انتقلت من هيكل الاتحاد الرسمي إلى كونفدرالية مفككة، وعُرفت البلد حينها باسم جمهورية يوغوسلافيا الفيدرالية، ويشار إليها عمومًا بـ يوغوسلافيا.
خلال الأعوام الأولى من وجود الدولة، سعت إلى تحقيق الاعتراف الرسمي لها باعتبارها الوريث الشرعي ليوغوسلافيا، لكن الدول السابقة المؤسسة للاتحاد عارضت تلك المطالب. رفضت الأمم المتحدة أيضًا طلب صربيا والجبل الأسود المتعلق بالحصول على عضوية يوغوسلافيا. في نهاية المطاف، وعقب خلع سلوبودان ميلوشيفيتش من السلطة بعدما كان رئيس الاتحاد عام 2000، ألغت البلاد مطالبها السابقة ووافقت على اقتراح لجنة تحكيم بادينتر المتعلق بتقاسم تركة يوغوسلافيا. أعاد البلاد رفع طلب العضوية إلى الأمم المتحدة في السابع والعشرين من شهر أكتوبر عام 2000، وقُبلت في الأول من شهر نوفمبر.
هيمن سلوبودان ميلوشيفتش على صربيا والجبل الأسود، فكان في البداية رئيس صربيا –بين عامي 1989 و1997– ثم رئيس يوغوسلافيا –بين عامي 1997 و2000. نصّب ميلوشيفتش وأزال العديد من الرؤوساء الفيدراليين (مثل دوبريتسا تشوسيتش) ورؤوساء الوزراء (مثل ميلان بانيتش). لكن حكومة الجبل الأسود، التي كانت في البداية من الداعمين المتحمسين لميلوشيفتش، بدأت النأي بنفسها عن سياسات الزعيم الأخير. أدى ذلك إلى تغيّر في النظام عام 1996، عندما ألغى ميلو دجوكانوفيتش، وهو أحد الحلفاء السابقين لميلوشيفتش، سياسات الأخير، واصبح زعيم الحزب الحاكم في الجبل الأسود، وطرد الزعيم السابق في الجبل الأسود مومير بولاتوفيتش، والذي بقي مواليًا لحكومة ميلوشيفتش. حصل بولاتوفيتش على مناصب رئيسة في بلغراد منذ تلك الفترة (عمل رئيس وزراء فيدرالي). استمر دجوكانوفيتش بحكم الجبل الأسود وعمل على عزله عن صربيا. لهذا، ومنذ عام 1996 و2006، كانت صربيا والجبل الأسود جزءًا من بلد واحد اسميًا، لكن الحكم جرى محليًا على جميع المستويات، فكانت بلغراد مركز صربيا بينما كانت بودغوريتسا مركز الجبل الأسود.
كان الاتحاد أو الكونفدرالية مفككين، بينما كان الاتحاد بين الجبل الأسود وصربيا موجودًا فقط في مجالات معينة، كالدفاع أو الرياضة. عملت الجمهوريتان المؤسستان للاتحاد بشكل منفصل طوال فترة الجمهورية الفيدرالية، واستمرتا بالعمل وفقًا لسياسات اقتصادية منفصلة، بالإضافة أيضًا إلى استخدام عملتين مختلفتين (كان اليورو العملة القانونية الوحيدة المتساهل في التعامل عبرها ضمن الجبل الأسود). في الحادي والعشرين من شهر مايو عام 2006، عُقد استفتاء في الجبل الأسود للاستقلال، وصوّت نحو 55.5 بالمئة من المقترعين لصالح الاستقلال. انتهت آخر آثار يوغوسلافيا السابقة، بعد 88 عامًا من تأسيسها، بعدما أعلن الجبل الأسود استقلاله الرسمي في الثالث من شهر يونيو عام 2006، ثم إعلان صربيا استقلالها الرسمي في الخامس من يونيو. عقب انحلال الاتحاد، أصبحت صربيا الوريث القانوني له، بينما أعادت جمهورية الجبل الأسود حديثة العهد رفع طلب العضوية إلى المنظمات العالمية.

## الاشتقاق
عُرفت البلاد رسميًا باسم «جمهورية يوغوسلافيا الفيدرالية) منذ عام 1992 وحتى عام 2003، أو «يوغوسلافيا» اختصارًا. الاسم يوغوسلافيا Yugoslavia هو نسخ لكلمة Jugoslavija باللغة الإنجليزية، وهي كلمة مركبة تتألف من Jug (حيث يلفظ الحرف J مثل الحرف Y بالإنجليزية) وSlavija. تعني كلمة Jug السلافية «جنوب»، بينما تشير Slavija إلى «أرض السلاف». وهكذا، تترجم «Jugoslavija» إلى «سلافيا الجنوبية» أو «أرض السلاف الجنوبية».
عندما كانت صربيا والجبل الأسود تُعرف رسميًا باسم جمهورية يوغوسلافيا الفيدرالية (أو يوغوسلافيا اختصارًا)، كانت بعض الدول، مثل الولايات المتحدة، تشير إليها باسم صربيا والجبل الأسود، والسبب هو أن حكومة الدولتين طالبت باعتبارهما ورثة يوغوسلافيا السابقة بشكل قانوني.
ينص دستور عام 2003 على أن اسم الدولة هو «صربيا والجبل الأسود»

## اللغة
اللغة الرسمية هي الصربية وتكتب احرف هذه اللغة بطريقتين:
الأولى الأبجدية السيريلية وهي قريبة إلى الروسية والثانية الأبجدية اللاتينية وهي مثل الإنجليزية.
ويستطيع معظم السكان التحدث بالروسية أو الإنجليزية.

## الديانة
الديانة الرسمية هي الأرثوذكسية يليها الإسلام بنسبة 19% من عدد السكان وهنالك أيضا البروتستانت والكاثوليك واليهود بنسب ضئيلة.

## التقسيم الإداري وأهم المدن
صربيا والجبل الأسود تحوي صربيا إقليمين فويفودينا وكوسوفو أهم المدن بلغراد العاصمة ونوفي ساد عاصمة إقليم فويفودينا ونيش في جنوب البلاد وبريشتينا عاصمة إقليم كوسوفو وبودغوريتسا عاصمة جمهورية الجبل الأسود

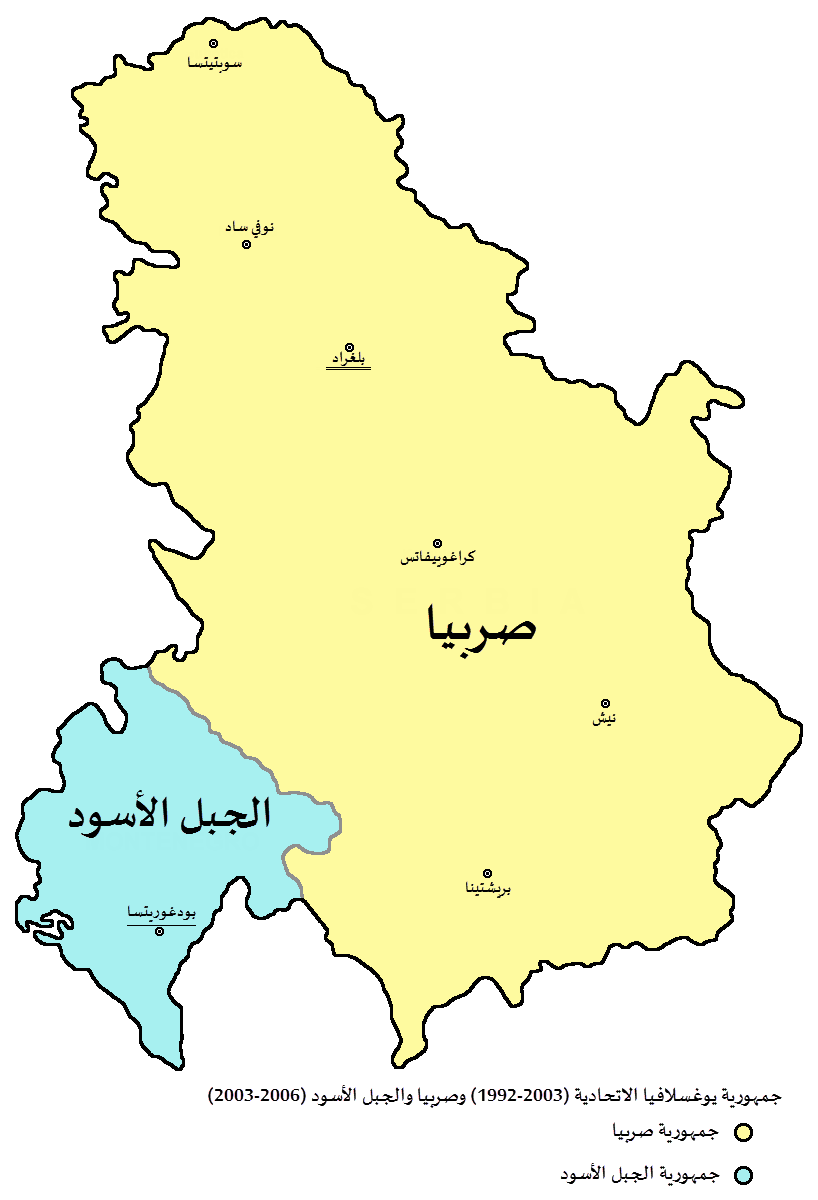
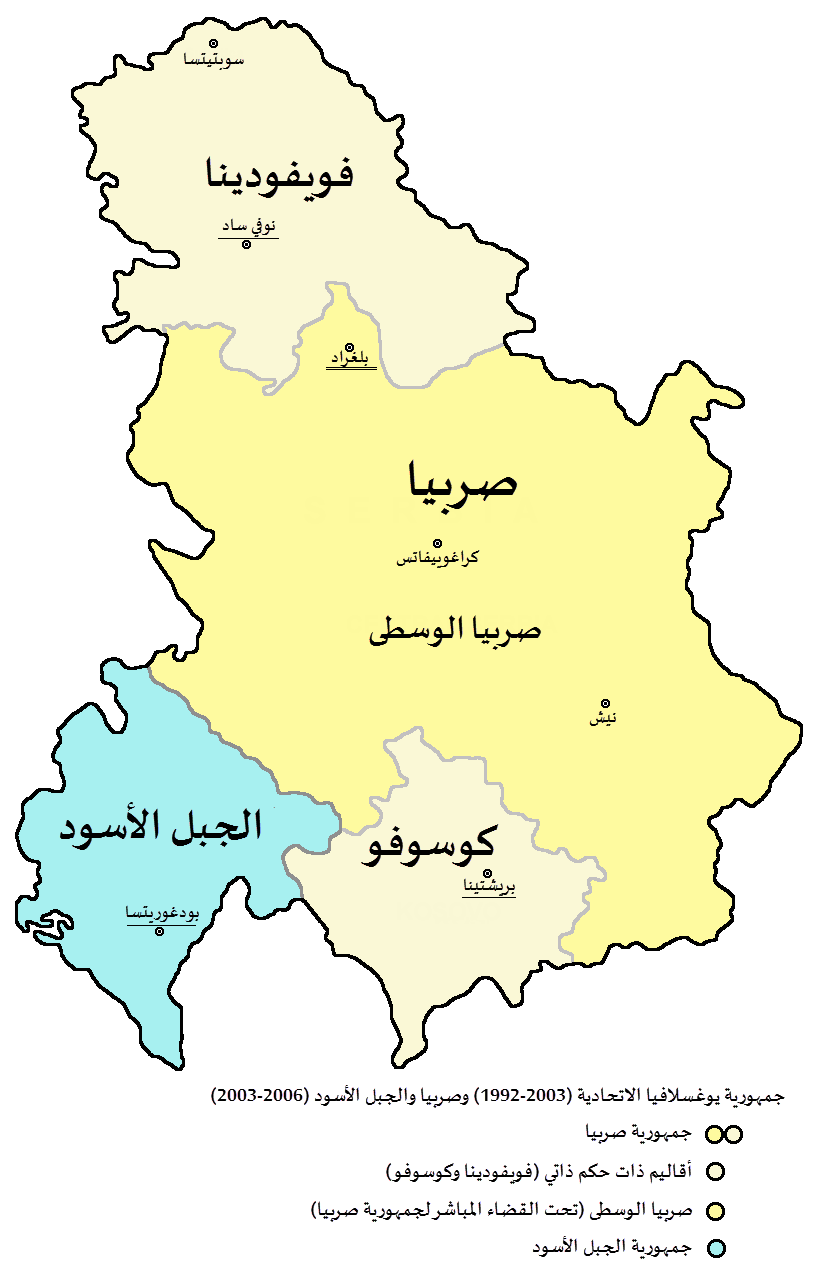